# Visuminformatiesysteem
Het visuminformatiesysteem (VIS) is een databank van de Europese Unie die informatie bevat over visumaanvragen door burgers die het Schengengebied willen binnentreden. Het bevat ook biometrische gegevens.
Het systeem werd bepaald in juni 2004 (beschikking 2004/512/EC) en trad in werking vanaf 11 oktober 2011 voor Noord-Afrikaanse landen. Later volgen andere regio's.